# 오버 론
오버론(over-loan)은 예금에 비교하여 대출량이 과다한 것을 가리키는 단어이다. 보통의 경우 시중 은행 대출량은 예금을 하회하는 일정한 비율로 억제되어 있으나, 그 한도를 넘어 대출하는 경우를 오버 론이라고 부른다. 미국 은행의 경우 대출은 예금의 30% 정도가 표준으로 규정되어 있다. 은행은 예금 인출에 대비하여 현금 또는 그에 준하는 것을 확보해 두지 않으면 안 되므로 오버 론은 은행의 경영상 바람직한 상태라고 할 수 없다.

## 오버 보로잉
오버 보로잉(over-borrowing)은 차입 과다를 의미한다. 기업이 필요한 자금을 조달할 경우에, 일반적으로 타당하다고 생각되는 정도 이상으로 차입금에의 의존도가 큰 것을 말한다. 이 기업의 차입 과다가 또 다른 면에서는 오버 론으로 나타나는 것이다. 유럽이나 미국에 비하여 대한민국은 특히 자기자본 비율이 작고, 차입금에의 의존이 그만큼 과대한 것이다. 이 대책으로는 자본의 충실, 금융제도의 확립 및 산업자금의 공급, 방법의 합리화 등이 제창되고 있다.